# La màscara del Zorro
La màscara del Zorro  (títol original: The Mask of Zorro) és una pel·lícula d'aventures  estatunidenca dirigida per Martin Campbell, estrenada l'any 1998 i basada en el personatge del Zorro, creat per Johnston McCulley. Ha estat doblada al català.
El film és protagonitzat per Antonio Banderas i Anthony Hopkins, respectivament en els papers d'un Zorro jove i d'un Zorro gran. Catherine Zeta-Jones fa el paper femení principal.
Una continuació, titulada La llegenda del Zorro, també dirigida per Martin Campbell, va sortir l'any 2005.

## Argument
L'any 1821, l'exèrcit mexicà és a punt d'alliberar Mèxic del colonialisme espanyol. Cap a Las Californias, el cruel governador espanyol Don Rafael Montero és a punt de ser segrestat. En un últim esforç per capturar el seu enemic jurat, l'espadatxí emmascarat Zorro (Anthony Hopkins), Montero prepara l'execució de tres innocents. Amb l'assistència de dos germans orfes, Joaquin i Alejandro Murrieta, Zorro allibera els presoners. Premia els germans Murrieta donant-los un medalló que els pertanyia i s'escapa en el seu cavall, Tornado, després haver marcat amb una Z el coll de Montero amb l'espasa.
No obstant això, la nit següent, Montero arriba a la casa de Zorro, havent deduït que la real identitat d'aquest últim és Don Diego de la Vega, un noble espanyol casat amb Esperanza, la dona que Montero sempre ha desitjat. Provant d'aturar Diego, hi ha un combat durant el qual Esperanza mor intentant protegir Diego. La casa de Diego és cremada i la seva filla, Elena, ės portada a Espanya per Montero per educar-la com la seva pròpia filla mentre que Diego ha tirat en presó.
Vint anys més tard, Montero torna secretament a Califòrnia, buscant veure Diego a la seva presó. Encara que Diego és allà, Montero no el reconeix. Diego s'escapa una mica més tard, amb la intenció de matar Montero l'endemà en la cerimònia pública en l'honor del seu retorn. No obstant això, Diego es reté quan percep Elena (Catherine Zeta-Jones), que s'ha convertit en una jove molt bonica.

## Repartiment
- Antonio Banderas: Alejandro Murrieta / Segon Zorro[3]
- Anthony Hopkins: Don Diego de la Vega / Primer Zorro[4]
- Catherine Zeta-Jones: Elena Montero / Elena de la Vega[5]
- Stuart Wilson: Governador Don Rafael Montero
- Matt Letscher: El capità Harrison Love
- Victor Rivers: Joaquín Murrieta
- L.Q. Jones: Jack Tres Dits
- William Marqueu: Fray Felipe
- José Pérez: Armando Garcia
- Tony Amendola: Don Luiz
- Vanessa Bauche: l'índia
- Julieta Rosen: Esperanza de la Vega

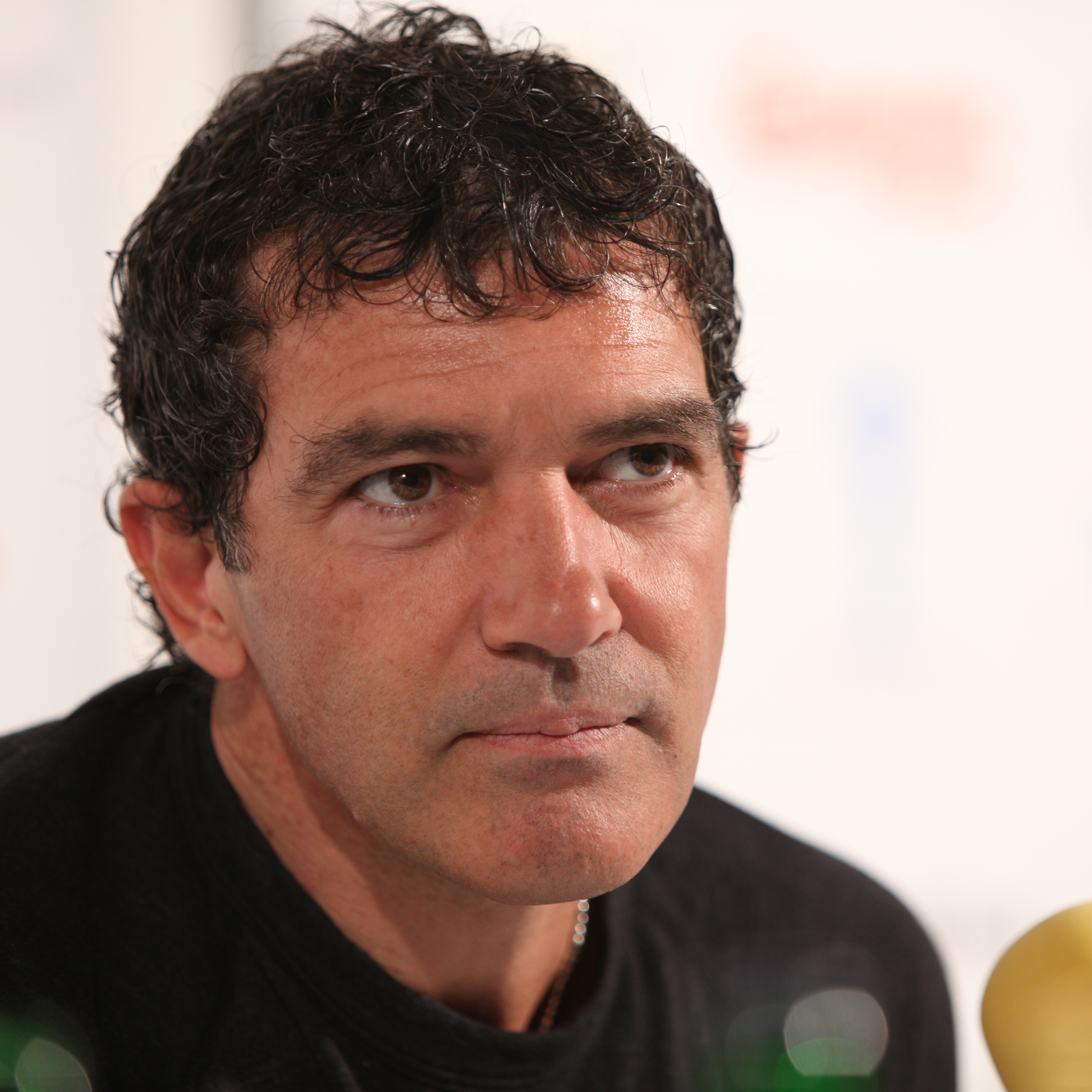
Antonio Banderas en el paper d'Alejandro Murrieta
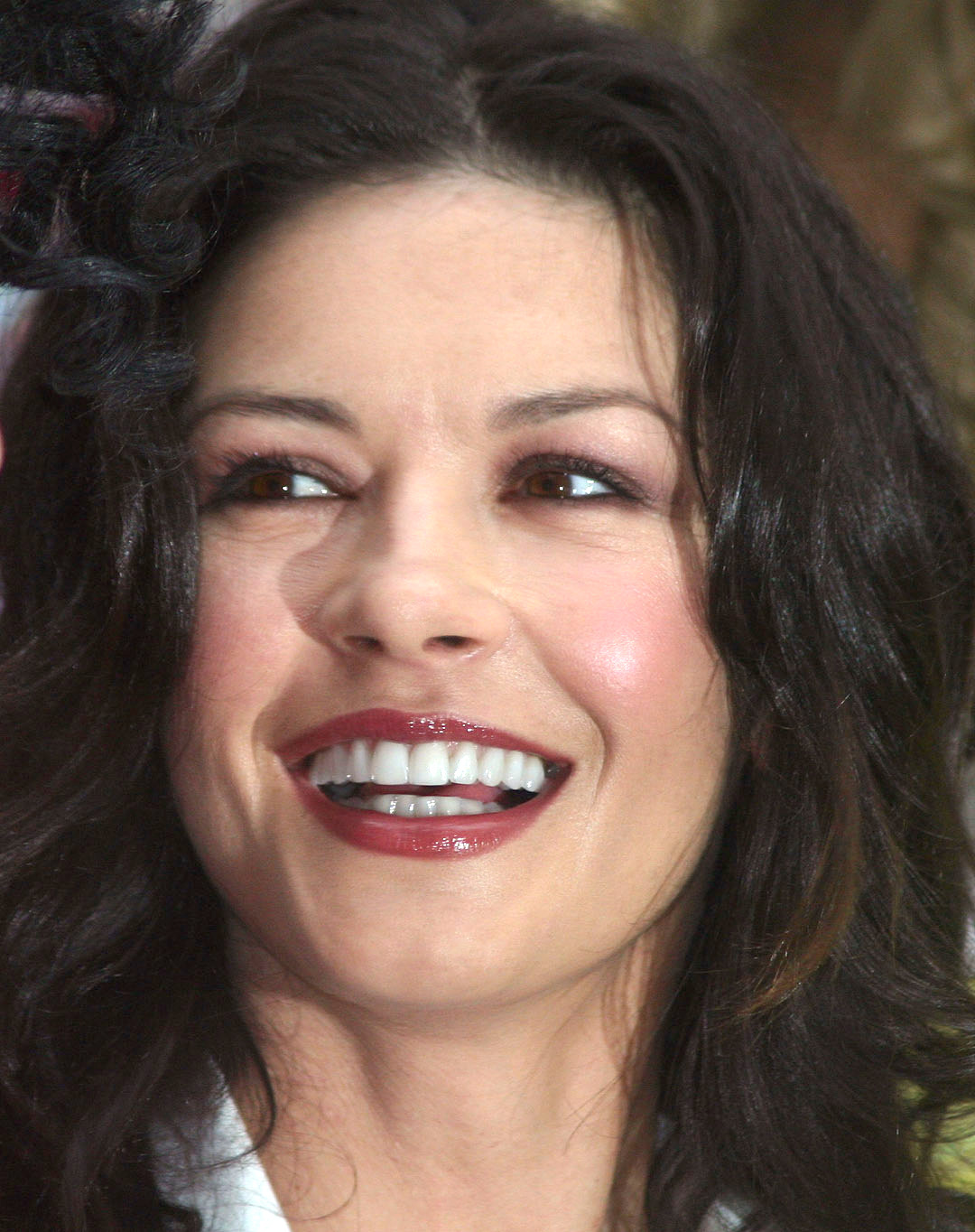
Catherine Zeta-Jones en el paper d'Elena de la Vega
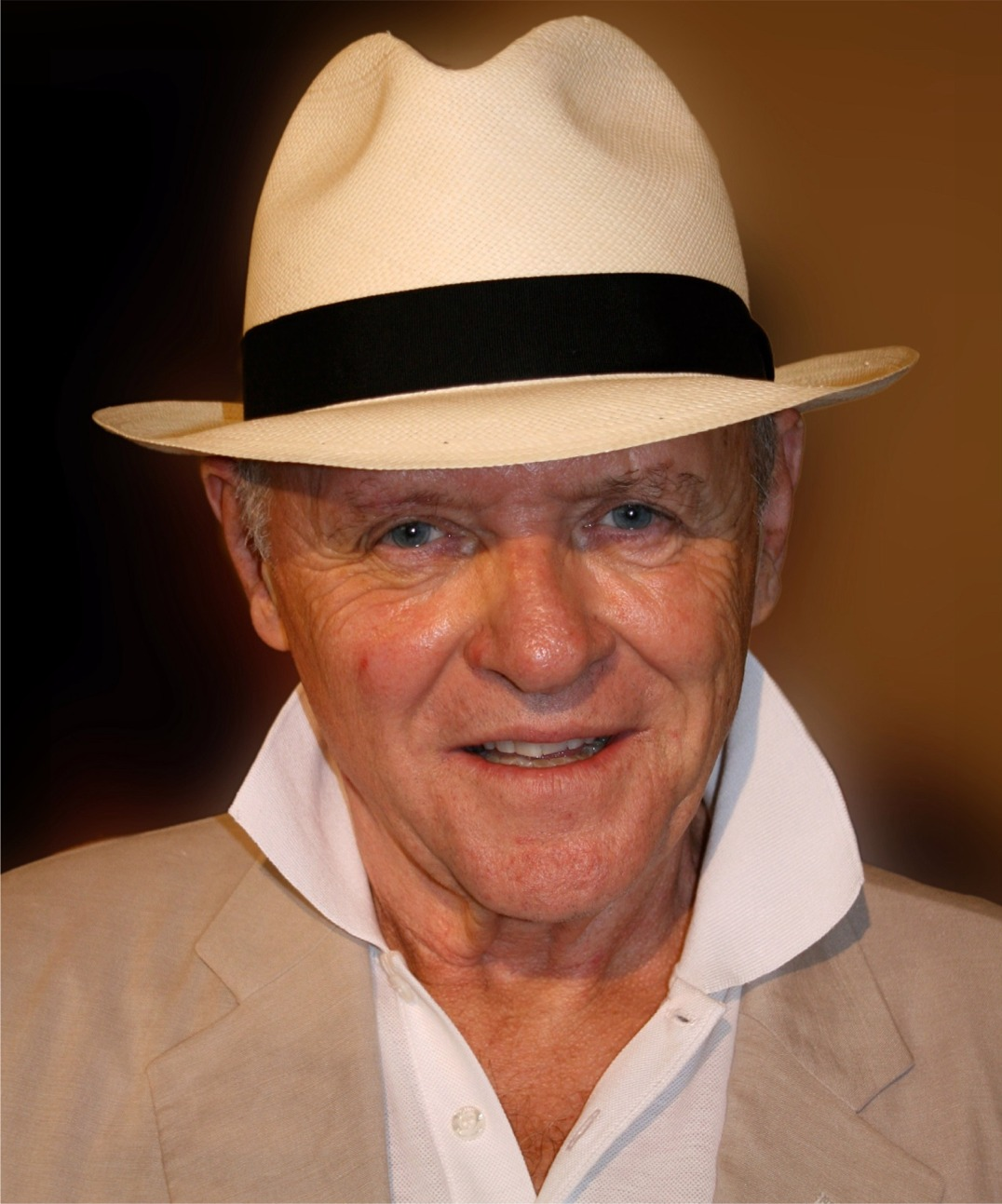
Anthony Hopkins en el paper de Diego de la Vega

## Banda original
La música original del film va ser composta per James Horner.
1. The Plaza Of Execution
2. Elena And Esperanza
3. The Ride
4. Elena'S Truth
5. The Fencing Lesson
6. Tornado In The Barracks
7. The Confession
8. Zorro'S Theme
9. The Mina
10. Stealing The Map
11. Leave No Witnesses...
12. Diego'S Goodbye
13. I Want To Spend My Lifetime Loving You - Tina Arena i Marc Anthony

## Càsting
- Sean Connery va ser el primer a passar una audició per al paper de Don Diego de la Vega.
- Anthony Hopkins va vacil·lar en unir-se a l'equip, perquè patia d'un terrible mal d'esquena. Malgrat tot, va acceptar finalment encarnar Don Diego.
- Shakira va ser preseleccionada per al paper d'Elena de la Vega, però va rebutjar el paper que va caure en Catherine Zeta-Jones.

## Al voltant de la pel·lícula
- El guió del film s'inspira en un film de 1935 "The Robin Hood of El Dorado", que explica la història de Joaquin Murrieta.
- Per a aquest film es va compondre la cançó I want to spend my lifetime loving you, cantada per Tina Arena i Marc Anthony.
- L'any 2005 va sortir una continuació titulada La llegenda del Zorro dirigida per Martin Campbell amb Antonio Banderas, Catherine Zeta-Jones i Rufus Sewell.

## Acollida

### Promoció
La Mascara de Zorro inicialment havia d'estrenar-se el 19 de desembre de 1997 abans que la data no fos modificada per una sortida el març. Algunes fonts han insinuat que la societat TriStar Pictures havia desitjat canviar la data de sortida del film per a no competir amb Titanic de James Cameron. En realitat, el film ha tingut problemes de producció que han obligat els productors a allargar el rodatge. Després, la data de sortida del film va ser novament modificada, aquesta vegada per al mes de juliol de 1998.
Per promoure el film, TriStar va gastar 1,3 milions de dòlars en un spot publicitari difós durant la Super Bowl XXXII].

### Rebuda
El film és ben acollit per la crítica en la seva estrena en sales l'any 1998.
Crítica
- "Té un munt d'empenta, humor, energia i lluites d'espases; és divertida, i no insulta a la intel·ligència. (...) La màscara del Zorro t'enganxa i és entretinguda. Em va sorprendre com la vaig gaudir. (...) Puntuació: ★★★ (sobre 4)" Roger Ebert: Chicago Sun-Times
- "Una animada història d'aventures de la vella escola amb una espurna d'actitud moderna"[9]
- "El retorn del llegendari espadatxí està ben servit per una producció grandiosa a l'estil clàssic"[10]